# Десетдневна война
Десетдневната война (на словенски: Desetdnevna vojna), понякога наричана Словенска война за независимост (на словенски: Slovenska osamosvojitvena vojna), е кратък военен конфликт между словенската териториална отбрана и Югославската народна армия (ЮНА).
ЮНА е подкрепена от италианската армия от другата страна на границата на Словения, тъй като Италия подкрепя СФРЮ и не е съгласна със сепаратизма на словенците поради сепаратистки течения на собствената си територия. Конфликтът идва от обявяването на независимост на Словения през 1991 г.

## Конфликт
Словения обявява независимостта си на 25 юни 1991 г. заедно с Хърватия, която също я заявява на този ден. С това словенците се надяват да вземат предимство в очаквания конфликт. Словенското правителство очаква югославските военни да отговорят със сила в деня на обявяването на независимостта или малко след това. Чрез тайно изтегляне на датата на обявяване на независимост словенците объркват югославското правителство, което е поставило дата 26 юни, за да направи хода си.

### 26 юни
На сутринта на 26 юни части от 13 корпус на ЮНА напускат казармите си в Риека, Хърватия и се насочват към словенската граница. Ходът им води до силна реакция сред местните словенци, които организират спонтанни барикади и демонстрации срещу действията на ЮНА.

### 27 юни
В ранните часове на 27 юни войските на ЮНА продължават хода си. Звено от 306 противовъздушен полк, базиран в Карловац, Хърватия преминава словенската граница при Метлика. Няколко часа по-късно колона от танкове и бронирани возила на 1 бронирана бригада на ЮНА напускат казармите си във Върхника, близо до словенската столица Любляна, насочвайки се към летище Бърник. Пристигат няколко часа по-късно и завземат контрол над сградите. На изток частите на ЮНА напускат Марибор, насочвайки се към близката граница, пресичайки Шентили и граничния град Дравоград. Югославски въздушни сили пускат пропагандни листовки върху няколко части на Словения със съобщение „Каним ви на мир и съдружие“ и „Всяка съпротива ще бъде разбита“.
Словенската териториална защита също заема позиции около няколко казарми на ЮНА и ефективно ги обсажда, както и провежда няколко атаки срещу сили на ЮНА в Словения. При летище Бърник словенската териториална защита напада войските на ЮНА, също така и при Търцин се води тежка битка, в която загиват 4 войници от ЮНА и словенски войник, а остатъкът от частите са принудени да се предадат. Атаки също са проведени и върху танковата колона на ЮНА в Песница, Ормоц и Кошече. Танкова колона от 23 механизирана бригада, идваща от Вараждин, е блокирана при Ормоц близо до словенската граница и не успява да пробие словенските барикади. Италианското правителство ръководено от Джулио Андреоти е проюгославски настроено поради наличието на сепаратизъм на негова територия, но и защото Андреоти е в близки отношения със сръбския член на Председателството на СФРЮ и доскорошен негов Председател Борислав Йович – бивш посланик на СФРЮ в Италия когато Андреоти е външен министър. Още същия ден италианския посланик в Белград осведомява Йович за намерението на италианците да окажат военна помощ в граничните региони на Югославия. Йович приема предложението и късно вечерта на 27 срещу 28 юни части на италианския 98 армейски корпус на италианската армия базиран в Триест командван от генерал Вито Ронза се придвижва и блокира граничния контролен пункт от италианската страна на границата. Сутринта на разсъмване на 28 юни 1991 г. частите на италианската армия и тези на италианската погранична стража откриват артилерийски огън срещу блокиралите югославско италиански граничен пункт части на териториалната отбрана на Словения. Новината за намесата на Италия се разпространява мигновено и на 29 юни на заседание на комисията на ЕИО Германия и Великобритания осъждат италианските армейски действия срещу Словения а италианците са принудени да спрат армейския обстрел.
В последващите дни словенската териториална защита провежда още атаки срещу ЮНА, като постепенно завзема всички предишни местоположения на частите на ЮНА. Между 4 и 6 юли е позволено на армията да се изтегли от Словения, а на 7 юли е подписано Брионското споразумение, с което приключва войната.